# デジモンサヴァイブ
『デジモンサヴァイブ』（DIGIMON SURVIVE）は、バンダイナムコエンターテインメントより2022年7月28日発売のゲームソフト。対応プラットフォームはNintendo Switch・PlayStation 4。
『デジタルモンスター』のコンピュータゲームタイトルの一作。

## 概要
『デジタルモンスター』の新規ゲームタイトル。内容はデジタルモンスター（以下：デジモン）の棲まう異世界に迷い込んだ少年少女たちによるサバイバルアドベンチャー。近年の『デジモン』ゲームシリーズの軸であった「デジモンストーリーシリーズ」「デジモンワールドシリーズ」とは異なるアプローチのタイトルとして企画された本作品は『デジモン』ゲームタイトルでは初となるアドベンチャーゲームとなっており、戦闘パートはシミュレーションRPGシステムを採用している点が特徴となっている。
作中において、一切デジモンという呼称は使用されず、ライブラリでは「モンスター」、キャラの口からは「ケモノガミ」と呼ばれる。アニメ作品におけるデジヴァイスのようなツールはなく、スマートフォンが特殊ツールとして扱われている。舞台となる異世界も現実世界の土地を切り張りしたような構成であり、デジタルワールドであるかどうかすらも曖昧、というシリーズでも異色の世界観となっている。また、パートナーデジモンが各キャラの秘められた願望・精神性を反映しているなど、従来より精神的結びつきが強くなっている。シナリオについてもメインキャラクターから死亡者が出るなど、従来作よりもハードな展開を見せる。

## 開発
本作は開発に難航しており、幾度も延期を経て発売に至っている。
発表は2018年、当初の発売予定は2019年だったが、後に発売時期を2020年に変更。公式サイトの更新が2020年4月に途絶えると、同10月15日に羽生和正プロデューサーより2021年発売への変更が発表された。しかし、2021年に入ってからもしばらく続報はなく、同10月18日に2022年へと再度の延発売期が発表された。2022年2月27日に開催された「DIGIMON CON 2022」にて久々の続報が公開され、同4月21日に発売日が決定。同7月28日の発売に至る。
度重なる発売延期の原因として、羽生プロデューサーは「開発上のトラブルにより，ゲームの作り直しが発生したため，当初の発表からかなり開発が遅れることになってしまった」と語っている。

## ゲームシステム
テキストアドベンチャーパート
メインストーリーの進行を行うパートでマップを調査する「探索行動」と育成などに関わる「自由行動」で構成。
パート中に発生する「選択」がストーリー展開やデジモンの進化に影響を与える。展開に影響がある選択肢では、感情に任せた選択だと「激情(ウィルス)」、仲間を重んじる選択だと「調和(データ)」、ルールなどを重視する選択だと「道義(ワクチン)」が上昇する。それぞれ常に上・右・左の選択肢が対応している。
自由行動では、主にキャラの好感度を上げることができる。好感度が高いと戦闘中にランダムで発生するサポートの発生率が上昇するほか、ストーリー進行に伴い一定以上の好感度があると完全体及び究極体への変異イベントが発生する(アグモンはストーリー進行で確実に発生)。
各エリアではカメラを通じて隠されたアイテムの発見や敵との戦闘が発生する場合がある。特にデメリットはなく、この戦闘でしか遭遇する機会がないデジモンもいる。
タクティクスバトルパート
ターン制のシミュレーションバトルを行う戦闘パート。経験値は参加したすべてのデジモンに入り、途中で離脱していても減衰なし。
ユニットは各キャラクターのパートナーデジモンを用いる他、「フリーデジモン」を仲間にすることが可能。ストーリー次第で出撃できないパートナーデジモンがちらほら出てくるため、フリーデジモンもある程度用意しておかないと難易度が上昇してしまう。
仲間にするには、まずパートナー付きデジモンの行動時に敵に対して会話を実行する必要がある。会話パターンはデジモンのタイプごとに7つ、回答は各4つ存在し、好感度±1～2の変動が発生する。3回の会話の中で、＋3以上であれば確率で仲間にすることができる。回答に対するリアクションはデジモンごとに固定であり、失敗してもリトライで戦闘ごとやり直すことが可能。スカウトの他にもアイテムを要求することができ、こちらはデジモンごとに決まったアイテムを確実にもらえる。
また、会話はパートナーデジモンに対しても実行でき、各人に応じた効果を与えることができる。ただし、何らかの理由でパートナーが不在の場合は実行不可能な他、フリーデジモンには無効。
パートナーデジモンはストーリー展開＋αで、フリーデジモンは進化アイテムを使うことで進化させることができる。パートナーの場合、戦闘開始時は成長期で、任意に進化させるというアニメのような進化プロセスとなっている。進化したパートナーデジモンはターン経過でSPが減少していき、尽きると成長期に退化してしまう。
成長期及びフリーデジモンはターン終了時にSPが回復する。未行動の場合は回復量が上昇する。なお、ターン経過によるSPの増減は、進化コストは進化段階に応じて一定値現象であるのに対し、回復は全て割合回復。また、パートナーデジモンは回復量が多い。
全てのデジモンにはパッシブスキルとアクティブスキルが1つずつ存在し、特に究極体はかなり個性が強い。また、装備アイテムを2つまで装備することができ、能力を上昇させたり特定のスキルを使用可能にできる。

## 登場キャラクター

### メインキャラクター
本作では、ケモノガミ伝承の伝わる地へ課外キャンプの参加者として訪れたメンバーが大半を占めている。
百束 タクマ（ももつか タクマ）
声 - 天﨑滉平
本作品の主人公。中学2年生の男子。額に赤いゴーグルを身に着けている。プレイヤーの選択肢によって人物像はある程度変化するものの、基本的には仲間達の悩みに寄り添うなどの優しい性格。そのため周囲からの信頼を得やすい。
母親から勧められた課外キャンプに参加し、コロモンと出会ったのを機に、異世界に迷い込む。その後は仲間達と共に、元の世界への帰還を目指し極限状態を生き抜く決意をする。
アグモン
声 - 坂本千夏
タクマのパートナーデジモン。タクマと最初に出会ったときはコロモンで、ストーリー中にアグモンに進化する。成熟期以降の姿はストーリーの進行および選択肢によって解放・分岐していく。
グレイモン→メタルグレイモン→ウォーグレイモン→オメガモン(道義)、タスクモン→メガドラモン→ムゲンドラモン(激情)、ティラノモン→トリケラモン→ディノレクスモン(調和)に進化する。また、条件次第ではファンロンモンへの進化も可能。ただし、超究極体は進化の実行に条件がある。
グレイモン ワクチン 道義
アグモンの進化系。角が付いた兜を被ったオレンジ色のティラノサウルスのような姿をした恐竜型デジモン。性格はアドベンチャーや：の時のアグモンと同じしゃべり方をする。
ティラノモン データ 調和
アグモンの調和での進化体。真っ赤なティラノサウルスのような姿をした恐竜型デジモン。性格が変わって一人称はオイラになる。
タスクモン ウイルス 激情
アグモンの激情での進化体。背中に大角が生えた緑色のティラノサウルスのような姿をした恐竜型デジモン。ぶっきらぼうで交戦的な性格になる。
メタルグレイモン ワクチン
アグモンがワープ進化した完全体。頭と右手が機械化した翼が生えた人造恐竜のような姿をしたサイボーグ型デジモン。
トリケラモン データ
アグモンがワープ進化する調和での完全体。二足歩行ができるトリケラトプスのような姿をした角竜型デジモン。
メガドラモン ウイルス
アグモンがワープ進化する激情での完全体。頭と両手が機械化した足がないドラゴンのような姿をした暗黒竜型デジモン。もちろん性格は好戦的でシャウトモンそっくりになる他、語尾にぜは付く。
ウォーグレイモン ワクチン
アグモンの究極体。最強の竜戦士と呼ばれる竜人型デジモン。今回は普通のワープ進化となった。
ディノレクスモン データ
アグモンの調和での究極体。両足にかぎづめを持つディノニクスのような姿をした恐竜型デジモン。
ムゲンドラモン ウイルス
アグモンの激情での究極体。背中にキャノン砲を装備した機械仕掛けのドラゴンのような姿をしたマシーン型デジモン。：の時は暗黒進化だったが今回は普通のワープ進化である。
渋谷 アオイ（しぶや アオイ）
声 - 本渡楓
中学3年生の女子。真面目で控えめな性格だが、怖がりな一面もあり、怒らせると喧嘩していた東雲カイト&加山シュウジが即効で黙るくらい怖い。しかし5章でシュウジがロップモンと共に死亡したときは非常に悲しんでいた。
タクマとは違う学校に通っており、学校ではクラス委員を務めている。前述の通り、周囲の不平不満にもできる限り対応しようとする真面目な性格で、一行のお母さん的な存在にもなる。
4章ではカイトとシュウジが喧嘩していたときは大声で叫んで喧嘩を止めた。
激情ルートではサキの死が引き金となって精神に異常をきたしてしまい、全てを一つにするべきと言う考えを持ちはじめ、ピエモンに手を差しのべるも、逆にラブラモン共々瀕死の重傷を負わされてしまい、そのままラブラモンと融合してプルートモンに暗黒進化し、ミユキを主に取り込ませて死亡させ、主も内側から取り込み二つの世界の融合を図るも、タクマ達に倒されて死亡した。
ラブラモン
声 - 藤井ゆきよ
アオイのパートナーデジモン。アオイに代わって物事をはっきり言う性格。
ドーベルモン→ケルベロモン→アヌビモンに進化し、特定のルートを通ればプルートモンやバイフーモンにも進化する。その為、アグモン以外のメンバーの中で唯一メインの進化ルートの他に2つの特殊な究極体へのルートを持つ(他のキャラの特殊枠は多くて1つだけ)。
ドーベルモン
ラブラモンの進化系。トゲが付いた首輪を着けたドーベルマンのような姿をした魔獣型デジモン。今まで語尾にわが付いていたが、性格はクールになり、語尾にのだが付く。
ケルベロモン
ラブラモンがワープ進化した完全体。三つの頭を持った黒いオオカミのような姿をした魔獣型デジモン。好戦的な性格をしている。
アヌビモン
ラブラモンの究極体。翼が生えたリカオンのアヌビス神のような姿をした神人型デジモン。好戦的から落ち着いて気楽な性格になった。
日向 ミノル（ひゅうが ミノル）
声 - 阿部敦
中学2年生の男子で、タクマの親友。お調子者でポジティブな性格であり、誰とでもすぐに打ち解けられる。ただし、お調子者故にやや空気が読めず、軽口や冗談のつもりで言ってはいけない事を口にしてしまい、トラブルを招くこともある。
会話効果が移動力を倍にするというもので、元々移動力の高いファルコモンと特に相性がいい。実は、タクマ以外でどのルートでも死亡しない唯一のメンバーである。物語の途中で、ロップモンが暗黒進化したウェンディモンがシュウジを喰らうところを見てファルコモンと互いに仲違いしてしまうが、タクマの励ましもあり、元の鞘に収まっている。
ファルコモン
声 - 宮崎寛務
ミノルのパートナーデジモン。冷静で思慮深い性格。
ディアトリモン→ヤタガラモン→ヴァロドゥルモンに進化し、特定のルートを通ればスーツェーモンにも進化する。
ディアトリモン
ファルコモンの進化系。翼竜のような風景をした始祖鳥のような姿をした古代鳥型デジモン。
ヤタガラモン
ファルコモンがワープ進化した完全体。三本の足と四本の翼を持つ巨大なカラスのような姿をした妖鳥型デジモン。
ヴァロドゥルモン
ファルコモンの究極体。六本の翼を持った真っ白な鳳凰のような姿をした聖獣型デジモン。
富永 リョウ（とみなが リョウ）
声 - 阿座上洋平
中学3年生の男子。タクマとは違う学校に通っている。
不良ぶっているが臆病な性格で、パートナーのクネモンに対しても嫌悪感を抱いている。
初プレイにおける1周目は恐怖心が極限まで上がり、パニックになってタクマの元を離れてしまい、アルケニモンの手下のサイクロモンによって大橋から落下した後、迫りくる黒い霧に母を見つけた時には幻覚だったため、黒い霧に飲み込まれて死亡してしまったが、2周目で好感度を30以上に上げておくとなんと生還する。生還した後は正気に戻り、タクマ達と冒険をするようになった。
4章ではそこまで守ろうとするクネモンを見て、ほっとけないと言ってクネモンを気に入り、ついにクネモンと友情を深めてタクマ達と共闘することを決心した。
5章ではロップモンに暴行を振るうシュウジを殴り飛ばして、彼に奮い立てたことでアルケニモンの策略から彼を救った。そして、自分を苦しめたアルケニモンに怒りを感じ、タクマ達と協力してアルケニモンを打ち破った。
クネモン
声 - 新井良平
リョウのパートナーデジモン。パートナーデジモンの中で唯一、人語を喋ることができない。
フライモン→ジュエルビーモン→バンチョースティングモンに進化する。ただし、特定のルートに進まないと進化することができない。
フライモン
クネモンの進化系。赤紫色の羽を持つアシナガバチのような姿をした昆虫型デジモン。鳴き声がキーになる。
ジュエルビーモン
クネモンがワープ進化した完全体。赤い槍を手にした緑色の昆虫人間のような姿をした昆虫型デジモン。完全体になるとしゃべれるようになった。
バンチョースティングモン
クネモンの究極体。番長服を着た赤い昆虫人間のような姿をした昆虫型デジモン。もちろんしゃべることができる。
君島 サキ（きみしま サキ）
声 - 髙橋ミナミ
中学1年生の女子。言いたいことをはっきり口にする、明るく自由奔放な性格。
良くも悪くも楽天家で気分屋でもあるため、それ故に周囲と衝突することもある。パートナーであるフローラモンの進化の仕方には納得していない様子。激情ルートでは、逃げ遅れたデジモンの救助をしていたが、タクマ達が仕留め損なった眷属に足を捕まれ、霧に引きずり込まれてしまう。アオイが間一髪彼女の手を掴み、タクマとカイト、遅れて駆けつけたミノル、ミウ、教授も助け出そうとするも眷属の腕力には敵わず皆まで巻き込んでしまうことを懸念して自ら手を離し、そのまま霧に引きずり込まれて死亡した。
フローラモン
声 - 下地紫野
サキのパートナーデジモン。さっぱりとした性格。
ベジーモン→ブロッサモン→ケレスモンメディウムに進化し、特定のルートを通ればシェンウーモンにも進化する。ちなみに、巨大な姿の方のケレスモンもフリーデジモンで入手可能。
ベジーモン
フローラモンの進化系。ムチ状のつるを持つ食虫植物と化した巨大なウツボカズラのような姿をした植物型デジモン。
ブロッサモン
フローラモンがワープ進化した完全体。四本の触手を持つ巨大植物となったお花のような姿をした植物型デジモン。自分は変だと思っているがサキはその姿を気に入っている。
ケレスモン
フローラモンの究極体。土と草でできた巨大な怪鳥のような姿をした神人型デジモン。今回は怪鳥に乗ってない方。
加山 シュウジ（かやま シュウジ）
声 - 広瀬裕也
高校1年生の男子で、メンバー唯一の高校生。子どもたちの中では最年長のため、強い責任感を抱いているが空回りしてしまう。安全を重視するあまり、打開案・妥協案を一切挙げないため、待っていてもどうにもならない状況下において反発されやすい。
3章では元の世界じゃないことで恐怖に陥ったリョウを止めようとしたがうるせぇと言わんばかりに殴られてしまう。
4章ではミウを助けたいカイトと喧嘩をしてしまうがアオイによって止められた。
そして5章では彼の責任感はどんどんエスカレートして、カイトと喧嘩する衝突も激しくなるほど、口うるささと侮辱は強くなる。タクマ達とはぐれた後、アルケニモンに出くわし、自分を生贄にするように言ったことで部下のメガシードラモンに襲われかけパニックになる。パニックとなった彼は助けに来たロップモンについに八つ当たりするようになり、ロップモンが原因でこうなったとして彼を役立たずと見なして無理に進化させようと殴る蹴るなど暴行を加える。そして、暴行を食らったロップモンはウェンディモンへと暗黒進化してしまい、完全体であるメガシードラモンを一撃で倒す圧倒的な強さを見せた後、近づいてくる彼に「はぁ？どうしてこっちに来る…？言うことを聞け！やめろ！！」と言いながら逃げることもなくそのまま暴走するロップモンに捕まり、タクマ達の前で食べられてしまう。ウェンディモンは捕食された彼とロップモンの両方の叫びを上げながら、彼らを食べようとタクマ達に襲い掛かる。その時、ウェンディモンからロップモンの叫びとロップモンを通してシュウジの叫びが響く。彼が「僕なんてさっさといなくなればよかったんだ…」と言う。彼がそれを言ってるのは最初から死ぬ気だったことで、それを聞いたタクマ達は「シュウジさんは死ぬ気でいたなんて…僕たちが追い詰めたことを言ったせいだ…」と追い詰めたのは自分達が原因であると知ったタクマ達は心を痛める。それを聞いて暴走するウェンディモンから二人に想いを届けさせようとタクマの強い意思がシンクロして、アグモンは完全体に超進化、タクマと共にウェンディモンを倒す。戦闘後は彼らは霧に飲み込まれ、ロップモンと共に死亡した。これにより、彼らは完全にアルケニモンの手に落ちてしまい、第二の犠牲者となった彼らの死によって悲しむアオイや悔しさに落ち込むカイトや涙するミノルやサキといった仲間達の心に深い傷を与えてしまう。だがクリア後の二週目で暴行を抱えたのを見て、怒りを感じた周囲の仲間であるリョウに殴られ、彼から「てめぇは何をしたか分かってんのか！？」とロップモンへの暴行に対して説得され、仲間のとの強力を得られた末に正気を取り戻して改心する。これにより、アルケニモンの策略から救われるきっかけとなった。そして、正気に戻った彼は自分で傷つけたロップモンに「すまなかった…僕のせいだ…役立たずは全部僕の方だった…」と言って、役立たずは自分と見なして厳しい思いをさせたことを謝罪。そうして彼は「僕はキミのことを信じたい…僕もタクマ達のように戦いたい…だからキミのことを分かってやりたいんだ！」と言って、タクマ達と共闘することを決心し、気持ちを改めてついにロップモンを受け入れるようになった。そして心を合わせたロップモンはトゥルイエモンへと本来の進化を果たし、リョウやシュウジを苦しめた黒幕のアルケニモンと戦い、タクマ達と強力してアルケニモンとメガシードラモンを倒す。戦闘後、気持ちを改めたシュウジとタクマ達の活躍で見事アルケニモンの策略を打ち砕いた。敗れたアルケニモンは「覚えてなさいよ！あんた達！」と叫んで去って行く。そしてアルケニモンを倒したロップモンに「ありがとう、君のおかげだよ、ロップモン。」と言って、ロップモンに感謝を述べた。それ以来は彼の責任感はすっかり解消し、ようやく優しい自分になった。彼らにとっては最高のパートナーとなった。

ロップモン
声 - 大空直美
シュウジのパートナーデジモン。無邪気で幼い性格をしているが、それがシュウジに疎まれ寂しい思いをしている。
トゥルイエモン→アンティラモン→ケルビモン(善)に進化する。また、クネモン同様、特定のルートに進まないと真っ当な進化ができず、ウェンディモンへと暗黒進化してしまう。
ウェンディモン
シュウジの暴行によってロップモンが暗黒進化してしまった姿。幻覚に襲われ続け、アルケニモンに目を着けられてシュウジがパニックになり、役立たずと言わんばかりにシュウジに八つ当たりされて絶望したロップモンがこの姿になってしまう。アルケニモンの部下であるメガシードラモンを一撃で倒す圧倒的な力を見せたがそのままシュウジに近づき、有頂天になったままシュウジは食われてしまう。シュウジを食べた後、今度はタクマ達を食べようと襲い掛かるが自分が居なくなればいいとシュウジのうめき声が聞こえ、タクマとアグモンは二人を助けるために完全体にワープ進化したアグモンによって倒される。戦闘後、相手を狙うことができる霧に包まれ、そのまま二人は死亡してしまった。それによって二人の死により、暗い顔をするアオイや悔しがるカイト、泣いてしまうサキにミノルといった仲間たちに深い傷を負ってしまった。
東雲 カイト（しののめ カイト）
声 - 高梨謙吾
課外キャンプの舞台となった地方に住む少年。性格は非常に喧嘩っ早い性格であり、態度はかなり暴力的なほどぶっきらぼうでなかなか素直にならないほどの荒くれ者。異世界に迷い込んだ後、ミウとはぐれて、居場所を教えるために「やっと起きてきやがったか...」と言って怒ってタクマに暴言を吐いたり、タクマとドラクモンが言ってもなかなか素直になれないほど、暴走しがちな態度は強くなるが、曲がったことが嫌いで義理難い一面もある。妹のミウのことを何よりも大事にしているが、その気遣い方がミウの自尊心を傷つけている事実に気付いていない。
調和ルートではデジモンに化けた眷属に騙されたミウが霧に飲み込まれて死亡してしまい、大事な妹を失った絶望と激しい怒りによって全てを憎むようになった他、タクマ達の言うことも完全に耳に入らなくなってしまう。そして、現実世界から帰還したピエモンが指示した通りにドラクモンが進化したヴァンデモンとピエモンを融合させ、誕生したボルトバウタモンで世界を破滅させようと企む。そして、それを止めようと悪事を邪魔するタクマ達に「邪魔すんならてめぇらを始末してやる」と言って襲い掛かる。タクマ達は世界を滅ぼすのをやめることと悪事はミウは泣いてると言っても「てめぇらに何がわかりやがる！？何度もミウのことを押し付けるんじゃねぇ！」と言ったりで大事な妹のことも忘れていき、それでもタクマ達の話を言葉すら最後まで聞き入れなかったが、最終的にボルトバウタモンがタクマ達に倒されて敗北する。その後敗れた彼は「なんでだよ…俺はどうすりゃ良かったんだ…」と言って自分が敗北したのを信じられずにふさぎ込むが、タクマに「キミは僕たちの仲間じゃないか」と言われて説得され、ようやく改心する。その時、敗れたボルトバウタモンは彼の憎しみが失せたことでピエモンの意思が表に出るようになり、カイトを裏切ってミユキを主に取り込もうとする悪事を動いたので、ミユキを助けようと悪事を動いたボルトバウタモンを教授と共に抑え込もうとするが、直後にミユキや教授共々ボルトバウタモンに吸収され、それを助けようとするアオイに「やめろ！来るな！」と叫んで止めた後、虫の息で喋ってタクマ達に後の事を頼み、「お前らは…案外…悪くねぇよ…」と伝えて世界を滅ぼすことと彼らを始末しようとしたことをタクマ達に謝罪し、完全に取り込まれて死亡した。
ドラクモン
声 - 根本幸多
カイトのパートナーデジモン。冷静な性格。
サングルゥモン→ヴァンデモン→ベルゼブモンに進化し、特定のルートを通ればボルトバウタモンにも進化する。
サングルゥモン
ドラクモンの進化系。無数の刃物がついた両足を持つサングラスを掛けた吸血鬼化したケルベロスのような姿をした魔獣型デジモン。進化するシーンは無しで普通に進化できる。進化の名乗りは無い。
ヴァンデモン
ドラクモンがワープ進化した完全体。闇の王を名乗る仮面を着けたドラキュラのような姿をしたアンデッド型デジモン。してくださいといった執事のような口調になった。
ベルゼブモン
ドラクモンの究極体。二本のショットガンを手にしたジャケットを着た暴走族の大悪魔のような姿をした魔王型デジモン。短気な口調になった。
東雲 ミウ（しののめ ミウ）
声 - 和多田美咲
課外キャンプの舞台となった地方に住む少女。カイトの妹で、メンバー最年少である11歳。一人称は「ウチ」。
不思議な言動で周りを振り回す。楽天的だが、ナイーブな一面も持つ。兄であるカイトに対しては、過干渉気味な態度を疎ましく感じている。
調和ルートでは逃げ遅れたデジモンの声が聞こえたので助けに向かうも、それが眷属が化けた姿だったため騙し討ちに遭い、そのまま霧に引きずり込まれて死亡した。それによって絶望したカイトは全てを憎むようになってしまう。
シャコモン
声 - 髙野麻美
ミウのパートナーデジモン。現実的な性格。
シェルモン→マーメイモン→マリンエンジェモンに進化し、特定のルートを通ればチンロンモンにも進化する。ちなみに、マリンエンジェモンになると言葉が分からなくなってしまうが、デジモン同士であれば通じる。
シェルモン
シャコモンの進化系。サザエのような貝を背負ったトカゲのような姿をした水性型デジモン。のんびりした口調になる。
マーメイモン
シャコモンがワープ進化した完全体。金の錨を手にした海賊の服装を着た女人魚のような姿をした水性獣人型デジモン。お姉さんのような口調になった。
マリンエンジェモン
シャコモンの究極体。海の天使を思わせるクリオネの妖精のような姿をした妖精型デジモン。人語を話せなくなる。

### サブキャラクター
教授
声 - 山路和弘
ケモノガミ伝承の研究者。異世界に迷い込んだ人間たちの中で唯一の大人。
実は、冒頭に登場し、現代ではレナモンが化けていたミユキこと水無瀬ミユキの弟であるハルこと『水無瀬アキハル』が成長した姿。姉を失った事や、周囲の大人に信用して貰えなかったショックでこの事実を忘れていたが、タクマ達と冒険を続けていくうちに徐々に思い出していった。
調和ルートではカイトと共にボルトバウタモンから姉であるミユキを逃がそうとするも、直後に2人と共に吸収されて死亡した
ガルルモン
声 - 山口眞弓
人間に対して敵意を抱いている。成熟期であるが、完全体以上のスペックを誇る。
ジジモン
声 - 島田敏
デジタルワールドに似た異世界に住む老人型のデジモン。
道義ルートではサキやミウは生還できる。しかし、眷属に操られたミユキの攻撃からタクマを庇って胸に重傷を負い、そのまま取り残されて死亡した。
レナモン
声 - 鈴木真仁

アルケニモン
声 - 山崎和佳奈

フードのモンスター
声 - 大塚明夫

ピヨモン
声 - 不明

パルモン
声 - 不明

パタモン
声 - 不明

## 主題歌
「絆」
作曲・編曲 - 三好智已 / 作詞 - 北川大輔 / 歌 - 谷村奈南